# Stowarzyszenie Rzemieślników „Gwiazda” w Jarosławiu
Stowarzyszenie Rzemieślników „Gwiazda” w Jarosławiu – stowarzyszenie prowadzące działalność kulturalną, oświatową i charytatywną, istniejące w latach 1887-1939.
Powstało 6 października 1887 jako Wydział Gwiazdy stowarzyszenia rękodzielników chrześcijańskich pod opieką św. Józefa. Dnia 18 października 1887 odbyło się pierwsze posiedzeniu, na którym wybrano Zarząd z prezesem Franciszkiem Wojnarem na czele. Towarzystwo miało za cel dać swoim członkom wytchnienie i rozrywkę po całodziennej pracy. Niebawem rozpoczęto urządzać wieczorki deklamacyjno-wokalne, a później przedstawienia amatorskie, mające łączyć i pouczać członków i wspierać finanse towarzystwa. Charakter stowarzyszenia był ściśle chrześcijański. Od samego założenia ożywiało duch narodowy, czego przykładem było uczestniczenie w pogrzebie Mickiewicza, uroczystości stulecia Konstytucji 3 Maja i stale urządzane wieczorki ku czci powstań z 1830 i 1863. Miało ono od samego początku także praktyczne cele, jako towarzystwo wzajemnej pomocy rękodzielników. 
Na nowe tory wkroczyło z objęciem prezesury przez ks. dra Mateusza Czopora. W 1902 roku otrzymało od gminy jako darowiznę grunt pod budowę gmachu. Budowę prowadzili Wojciech Kaczmarski i Józef Zając według projektu Jana Bigo. 11 października 1903 r. dokonano poświęcenia budynku. W jego zwieńczeniu znajduje się figura św. Józefa - patrona stowarzyszenia. W 1939 r. nastąpiła likwidacja Stowarzyszenia „Gwiazda”. 
Jego budynek na przełomie wieków XX i XXI służył Państwowej Wyższej Szkoły Techniczno-Ekonomicznej im. ks. Bronisława Markiewicza w Jarosławiu.

## Prezesi i zarząd
- Franciszek Wojnar (18 października 1887–1891)
  - Władysław Jahl – zastępca prezesa
  - Michał Semiuk – sekretarz
  - Hipolit Huber – skarbnik
- Jan Kwiatkowski (1891–1902)
  - Władysław Grabowski – zastępca prezesa
  - Michał Semiuk – sekretarz
  - Hipolit Huber – skarbnik
- Mateusz Czopor (1902–1905, 1906–1907)
  - Leopold Krzyżanowski (do 1912) – zastępca prezesa
  - Michał Semiuk – sekretarz
  - Hipolit Huber – skarbnik
- Antoni Dymnicki (1905–1939)
  - Leopold Krzyżanowski (do 1910), Mateusz Gonet (do 1928), Piotr Malinowski (do 1930), Feliks Wojciechowski – zastępca prezesa
  - Michał Semiuk – sekretarz
  - Hipolit Huber – skarbnik